# GrowMeUp
GrowMeUp – program społeczny Unii Europejskiej finansowany w ramach projektu H2020 PHC-19-2014 Wspieranie aktywnego i zdrowego starzenia się dzięki TIK: robotyka usługowa w środowiskach o wspieranym środowisku, realizowany w latach 2015-2018 (wraz z 9-miesięcznym okresem pilotażu), którego celem było zwiększenie liczby lat niezależnego i aktywnego życia osób w wieku 65 lat i więcej, funkcjonujących samotnie w domu, mających nieznaczne problemy fizyczne lub psychiczne, którym nie sprawia trudności poruszanie się w środowisku informatycznym. 
Program realizowany był w Portugalii, Hiszpanii, Holandii, Francji, Szwajcarii i na Cyprze. Koordynatorem był Uniwersytet w Coimbrze. Program dostarczał system robotyczny (robot GrowMu ważący 35 kg i mierzący 126 cm wysokości) funkcjonujący w dzięki oprogramowaniu zawartemu w chmurze i wykorzystujący algorytmy sztucznej inteligencji, uczący się rozpoznawać nawyki i potrzeby seniorów, a wraz z upływem czasu zwiększający swą funkcjonalność i dostosowujący się do pogorszenia kompetencji osoby starszej. Zadaniem programu było zachęcanie i angażowanie seniorów do jak najdłuższej aktywności adekwatnej do ich możliwości.
Celem projektu było dostarczenie odpowiedzi na wyzwania związane ze zmianami demograficznymi, poprzez zapewnienie niedrogiego, zautomatyzowanego systemu, zdolnego do uczenia się potrzeb i nawyków osób starszych w miarę upływu czasu, a także do udoskonalania jego funkcjonalności, aby zrekompensować degradację umiejętności kognitywnych, wspieranie, zachęcanie i angażowanie osób starszych do dłuższej aktywności, niezależności i zaangażowania społecznego, w prowadzeniu codziennego życia w domu, jak również wyłonienie globalnego lidera w zakresie zaawansowanych rozwiązań wspierających zdrowy i aktywny proces starzenia się ludzi.
Na realizację projektu przeznaczono łącznie 3.415.930 euro.